# دارين أوليفر
دارين أوليفر (بالإنجليزية: Darren Oliver) هو لاعب كرة قاعدة أمريكي، ولد في 6 أكتوبر 1970 في كانساس سيتي في الولايات المتحدة.

## وصلات خارجية
- دارين أوليفر على موقع دوري كرة القاعدة الرئيسي (الإنجليزية)
- دارين أوليفر على موقعبيزبول رفرنس.كوم (الدوري الرئيسي) (الإنجليزية)
- دارين أوليفر على موقعبيزبول رفرنس.كوم (الدوري الثانوي) (الإنجليزية)
- دارين أوليفر على موقع إي إس بي إن.كوم (أم.أل.بي) (الإنجليزية)
- دارين أوليفر على موقع مشجعي الرسوم البيانية (الإنجليزية)